# Miasto Stari Grad
Miasto Stari Grad (chorw. Grad Stari Grad) – jednostka administracyjna w Chorwacji, w żupanii splicko-dalmatyńskiej. W 2011 roku liczyła 2781 mieszkańców.